# Perdiguero de burgos
Perdiguero de burgos är en hundras från Spanien. Perdiguero kommer av det spanska namnet på rapphöna; Burgos är en provins i norra delen av regionen Castilla y León.

## Historia
Rastypen är känd sedan 1600-talet och påminner tillsammans med bracco italiano och spinone nära om de antika fågelhundar som beskrivs i äldre kynologisk litteratur.

## Egenskaper
Perdiguero de burgos är en stående fågelhund som används till jakt på fälthöns och hare. Hundrasen passar bäst som jakthund, inte sällskapshund.

## Utseende
Perdiguero de burgos liknar till kroppsformen en strävhårig vorsteh medan huvudet är tyngre, mer som på en blodhund. Hanhundar skall enligt rasstandarden ha mankhöjd på 62–67 cm och tikar 59–64 cm.